# Bernard Rapp
Bernard Rapp (Parigi, 17 febbraio 1945 – Parigi, 17 agosto 2006) è stato un regista francese.

## Filmografia
- Delitto tra le righe (1988)
- Un affare di gusto (2000)